# Headlines
Headlines är den australiska popgruppen Flash and the Pans tredje studioalbum, utgivet 1982. Albumet är inspelat i Albert Studios i Australien och det producerades av Harry Vanda och George Young. Arrangerad av Sam Horsbourgh Jnr. Mixad av Colin Freeman.

## Låtlista
1. "Jetsetters Ball"
2. "Don't Vote"
3. "Waiting For A Train"
4. "War Games"
5. "Where Were You"
6. "Love Is A Gun"
7. "Up Against The Wall"
8. "Psychos On The Street"
9. "Hey Jimmy"
10. "Phil The Creol"

## Medverkande
- George Young - Synthesizer+sång
- Harry Vanda - Gitarr+sång
- Ray Arnott - Trummor
- Johnny Dick
- Lindsay Hammond
- Alan Sandow
- Ralph White